# نیروگاه هسته‌ای لونگمن
نیروگاه هسته‌ای لونگمن (به لاتین: Lungmen Nuclear Power Plant) یک نیروگاه هسته‌ای در تایوان است که در Gongliao District واقع شده‌است.